# Зильберман, Хидай
Хида́й Зи́льберман (ивр. הִדַּי זילברמן‎; род. 12 февраля 1973, Петах-Тиква, Израиль) — генерал-майор Армии обороны Израиля, нынешний военный атташе Израиля в США, предназначенный вступить на пост главы Управления планирования и общевойскового строительства сил Генштаба Армии обороны Израиля.

## Биография

### Семья и ранние годы
Хидай Зильберман родился и вырос в Петах-Тикве, Израиль, в семье Йехезкеля (Хези) и Хаи Зильберман. Он был назван Хидаем (вариант написания: Хиддай; ивр. הִדַּי‎) в честь одного из упомянутых в Танахе героических воинов царя Давида и названной в его честь горы в Иудейской пустыне.
Отец Зильбермана был капитаном судов торгового флота компании «ЦИМ», мать — библиотекаршей в Министерстве образования.

### Военная карьера
В 1991 году был призван на службу в Армии обороны Израиля и поступил на капитанские курсы, однако спустя несколько месяцев был отстранён от курса и распределён на службу в 404-м дивизионе артиллерийской бригады «Голан».
В 1993 году прошёл офицерские курсы и вернулся на службу в дивизионе. Спустя четыре месяца был назначен заместителем командира батареи, в этой должности принял участие в операции «Сведение счётов» в южном Ливане. Затем был инструктором на курсе офицеров артиллерии, после чего прошёл курс командиров рот и был назначен командиром 2-й батареи 404-го дивизиона. В этой должности принимал участие в принятии на вооружение дивизионом первых в Армии обороны Израиля самоходных артиллерийских установок M109 (на иврите «Дохер» — ивр. דוהר‎).
Затем служил командиром учебной батареи на курсе офицеров артиллерии, после чего был назначен заместителем командира 403-го дивизиона артиллерийской бригады «Амуд ха-Эш». Спустя полтора года на должности вышел в отпуск на учёбу в Университете имени Бен-Гуриона, после чего в течение года служил командиром оперативного отдела (ивр. קצין אג"ם‎) артиллерийской бригады «Амуд ха-Эш», приняв участие в этой должности в операции «Защитная стена» на Западном берегу реки Иордан. Затем вышел на учёбу в Колледже полевого и штабного командного состава.
Затем прошёл курс командиров батальонов и в 2003 году был назначен командиром 402-го дивизиона «Решеф» артиллерийской бригады «Амуд ха-Эш». С 2005 по 2007 год возглавлял отделение артиллерии в Департаменте вооружений Командования сухопутных войск, в сферу ответственности которого входили разработка и закупка вооружения и техники для артиллерийских войск.
С 2007 по 2009 год командовал 5252-м спецподразделением артиллерийских войск, на вооружении которого состоят беспилотные летательные аппараты «Гермес 450» (на иврите «Зик» — ивр. זיק‎). В этой должности, помимо прочего, принимал участие в боевой деятельности в секторе Газа, в том числе в ходе операции «Литой свинец».
В 2009 году вступил на должность командира резервной артиллерийской бригады «Ха-Тавор», параллельно исполняя должность главы Департамента боевой доктрины в штабе Главного офицера артиллерийских войск. 28 июля 2011 года вступил на пост командира артиллерийской бригады «Амуд ха-Эш», командовал бригадой в ходе операции «Облачный столп» в секторе Газа. В декабре 2011 года также возглавлял следственную комиссию по проверке инцидента в ходе учений на полигоне «Цеэлим», в рамках которого два снаряда упали рядом с солдатами-резервистами и находящимся на учениях армейским командованием, включая Начальника Генштаба генерал-лейтенанта Бени Ганца.

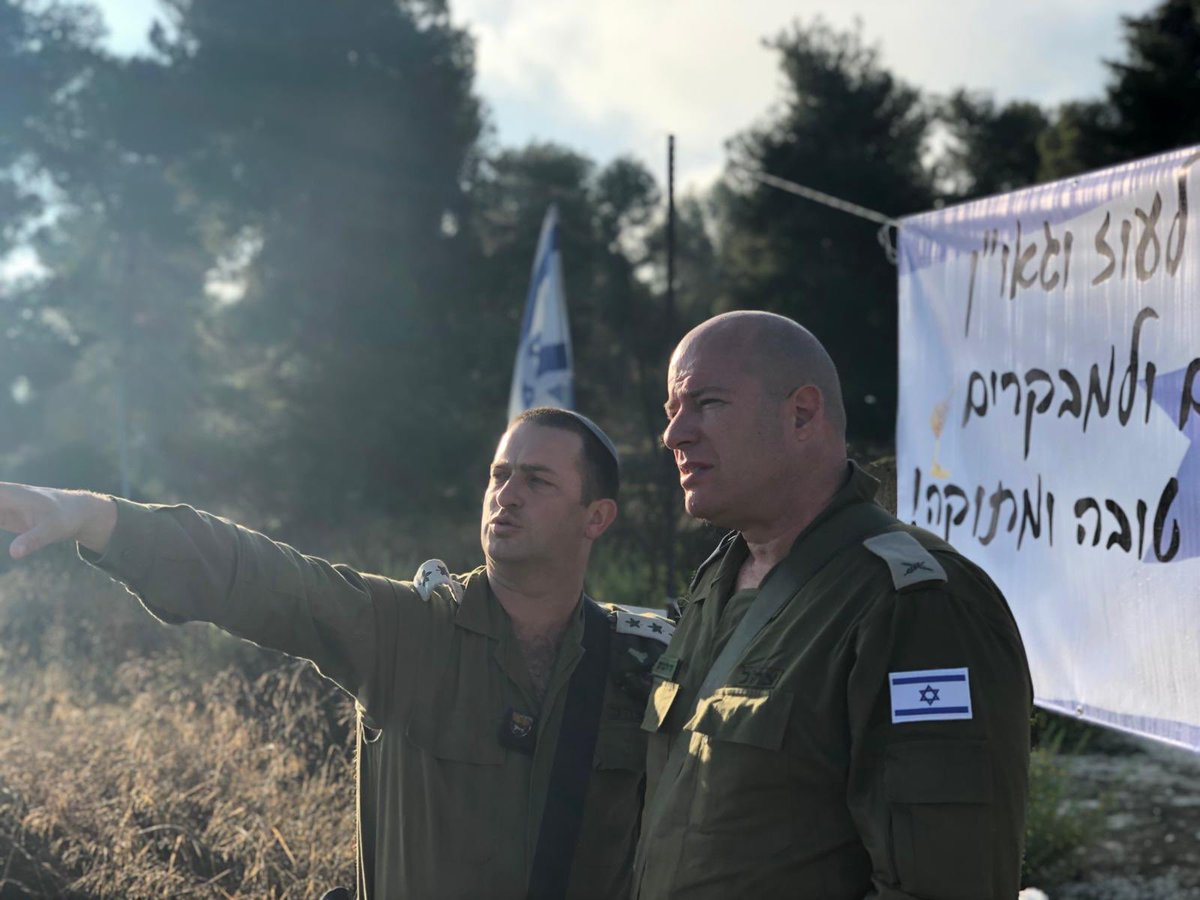
Зильберман (справа) с командиром бригады «Эцион», 2019

Летом 2013 года вступил на должность командира оперативного отдела (ивр. קצין אג"ם‎) Северного военного округа. В период Зильбермана на должности произошёл инцидент 28 января 2015 года, в ходе которого боевики «Хезболлы», засевшие в засаде в районе Хар-Дов на израильско-ливанской границе, обстреляли из противотанкового оружия патроль израильской армии, убив двух израильских военнослужащих и ранив ещё семерых. По окончании двухлетнего срока на должности выехал на учёбу в Королевском колледже оборонных наук в Великобритании.
В 2016 году был повышен в звании до бригадного генерала (тат-алуф) и вступил на должность главы Отдела планирования Управления планирования Генштаба. В этой должности занимался, помимо прочего, воплощением многолетней программы «Гидеон» по модернизации Армии обороны Израиля и разработкой многолетней программы развития армии «Тнуфа».
При Начальнике Генштаба генерал-лейтенанте Гади Айзенкоте по истечении срока полномочий Зильбермана на должности в Управлении планирования предполагалось его назначение на пост военного атташе в Сингапуре накануне завершения военной службы, однако сменивший Айзенкота генерал-лейтенант Авив Кохави, под командованием которого Зильберман служил в Северном военном округе, уготовил Зильберману другой план после того, как была кандидат Кохави на должность главы пресс-службы армии Гиль Мессинг снял свою кандидатуру. 15 сентября 2019 года Зильберман вступил на должность главы пресс-службы Армии обороны Израиля. Служил на этой должности, помимо прочего, во время операции «Страж стен» в секторе Газа. 6 июня 2021 года Зильберман был повышен в звании до генерал-майора (алуф) и передал пост главы пресс-службы бригадному генералу Рану Кохаву.
28 июля 2021 года вступил на должность военного атташе Израиля в США, сменив на посту генерал-майора Йехуду Фукса.
15 июля 2025 года министр обороны Исраэль Кац утвердил рекомендацию Начальника Генштаба генерал-лейтенанта Эяля Замира назначить Зильбермана в ближайшие месяцы главой Управления планирования и общевойскового строительства сил Генштаба Армии обороны Израиля.

### Образование и личная жизнь
За время военной службы Зильберман завершил учёбу в Межвойсковом колледже полевого и штабного командного состава, а также получил степень бакалавра (с особым отличием) Университете имени Бен-Гуриона (в области промышленной инженерии и управления со специализацией в сфере информационных систем) и степень магистра (с отличием) Хайфского университета (в области национальной безопасности) в рамках обучения в Колледже национальной безопасности.
Женат, отец троих детей. Проживает в Каркуре.